# Liste des édifices labellisés « Patrimoine du XXe siècle » des Ardennes

Cet article recense les monuments historiques protégé au titre du Patrimoine du XXe siècle du département des Ardennes, en France,.

## Statistiques
Au 31 décembre 2014, les Ardennes compte 15 immeubles protégés du patrimoine du XXe siècle.

## Liste
| Monument                                                  | Commune              | Adresse                          | Coordonnées                      | Notice         | Date | Illustration                                              |
| --------------------------------------------------------- | -------------------- | -------------------------------- | -------------------------------- | -------------- | ---- | --------------------------------------------------------- |
| Mairie école de Ballay                                    | Ballay               | rue Notre-Dame                   | 49° 25′ 48″ nord, 4° 44′ 52″ est | « EA08000002 » | 2000 | Mairie école de Ballay                                    |
| Église Notre-Dame de Ballay                               | Ballay               | rue Notre-Dame                   | 49° 25′ 47″ nord, 4° 44′ 55″ est | « EA08000001 » | 2000 | Église Notre-Dame de Ballay                               |
| Bains-douches de Charleville                              | Charleville-Mézières | Couvelet (rue) 5                 | 49° 46′ 14″ nord, 4° 43′ 22″ est | « PA08000001 » | 2000 | Bains-douches de Charleville                              |
| Église Sainte-Jeanne-d'Arc de Charleville-Mézières        | Charleville-Mézières | rue Albert-Poulain               | à géolocaliser                   | « EA08000004 » | 2000 | Église Sainte-Jeanne-d'Arc de Charleville-Mézières        |
| Établissement administratif d'EDF de Charleville-Mézières | Charleville-Mézières | 5 rue Gervaise                   | 49° 46′ 20″ nord, 4° 42′ 50″ est | « EA08000006 » | 2000 | Établissement administratif d'EDF de Charleville-Mézières |
| Hôtel de ville de Mézières                                | Charleville-Mézières | place de l'Hôtel-de-Ville        | 49° 45′ 37″ nord, 4° 43′ 10″ est | « EA08000003 » | 2000 | Hôtel de ville de Mézières                                |
| Lycée Madame-de-Sévigné de Charleville-Mézières           | Charleville-Mézières | 14 rue Madame-de-Sévigné         | 49° 46′ 13″ nord, 4° 43′ 00″ est | « EA08000005 » | 2000 | Lycée Madame-de-Sévigné de Charleville-Mézières           |
| Maison de l'Ardenne                                       | Charleville-Mézières | Georges-Corneau (avenue) 18bis   | 49° 46′ 06″ nord, 4° 43′ 22″ est | « PA00078413 » | 2000 | Maison de l'Ardenne                                       |
| Palais de justice de Charleville-Mézières                 | Charleville-Mézières | 9 esplanade du Palais de justice | 49° 45′ 39″ nord, 4° 43′ 20″ est | « EA08000007 » | 2000 | Palais de justice de Charleville-Mézières                 |
| Remise ferroviaire de Mohon                               | Charleville-Mézières | rue du Port                      | 49° 45′ 20″ nord, 4° 43′ 32″ est | « PA00078462 » | 1984 | Remise ferroviaire de Mohon                               |
| Ouvrage de La Ferté                                       | La Ferté-sur-Chiers  |                                  | 49° 35′ 05″ nord, 5° 13′ 58″ est | « PA00078542 » | 2000 | Ouvrage de La Ferté                                       |
| Hôtel de ville de Rethel                                  | Rethel               |                                  | 49° 30′ 32″ nord, 4° 21′ 55″ est | « PA08000016 » | 2015 | Hôtel de ville de Rethel                                  |
| Cité jardin Faure de Revin                                | Revin                | place Saint-Jean                 | 49° 55′ 57″ nord, 4° 38′ 24″ est | « EA08000008 » | 2000 | Cité jardin Faure de Revin                                |
| Passerelle d'Orzy de Revin                                | Revin                |                                  | à géolocaliser                   | « EA08000010 » | 2000 | Passerelle d'Orzy de Revin                                |
| Pont de Fumay de Revin                                    | Revin                |                                  | 49° 56′ 39″ nord, 4° 38′ 29″ est | « EA08000009 » | 2000 | Pont de Fumay de Revin                                    |
| Maison                                                    | Sault-lès-Rethel     | 16 rue de Vouziers               | 49° 29′ 42″ nord, 4° 22′ 01″ est | « EA08000011 » | 2000 | Image manquante Téléverser                                |
| École élémentaire Blanpain                                | Sedan                | 10 rue Blanpain                  | 49° 42′ 14″ nord, 4° 56′ 32″ est | « EA08000012 » | 2000 | Image manquante Téléverser                                |
| Immeubles dits "Les Peignes"                              | Sedan                | avenue Maréchal-Leclerc          | 49° 42′ 02″ nord, 4° 56′ 41″ est | « EA08000013 » | 2000 | Image manquante Téléverser                                |
| Monument allemand du cimetière Saint-Charles              | Sedan                | Cimetière Saint-Charles          | 49° 42′ 42″ nord, 4° 56′ 32″ est | « PA08000019 » | 2017 | Image manquante Téléverser                                |
| Plate-forme d'artillerie de Semide                        | Semide               |                                  | 49° 20′ 03″ nord, 4° 35′ 42″ est | « PA00078525 » | 2000 | Plate-forme d'artillerie de Semide                        |
| Église de Stonne                                          | Stonne               |                                  | 49° 33′ 02″ nord, 4° 55′ 34″ est | « PA08000017 » | 2015 | Image manquante Téléverser                                |
| Ouvrage de La Ferté                                       | Villy                |                                  | 49° 35′ 05″ nord, 5° 13′ 58″ est | « PA00078542 » | 2000 | Ouvrage de La Ferté                                       |
| Hôtel de Ville de Vouziers                                | Vouziers             | place Carnot                     | 49° 23′ 54″ nord, 4° 42′ 02″ est | « EA08000014 » | 2000 | Hôtel de Ville de Vouziers                                |
| Carré militaire et monument aux morts                     | Vrigne-Meuse         | Cimetière                        | 49° 42′ 06″ nord, 4° 50′ 35″ est | « PA08000018 » | 2017 | Carré militaire et monument aux morts                     |
| Église Saint-Paul de Warcq                                | Warcq                | boulevard Lucien-Pierquin        | 49° 46′ 45″ nord, 4° 41′ 41″ est | « EA08000015 » | 2000 | Église Saint-Paul de Warcq                                |